# Конституция Азербайджанской ССР (1921)
Конституция Азербайджанской ССР (1921) — высший по юридической силе нормативный документ, действовавший на территории Азербайджанской ССР с 1921 по 1927 год.

## История
6 мая 1921 года в Баку открылся первый Всеазербайджанский съезд Советов рабочих, крестьянских, красноармейских и матросских депутатов.
19 мая 1921 года постановлением съезда утверждена первая Конституция Азербайджана.

## Общая характеристика

### Государственное устройство
Верховная власть принадлежит Азербайджанскому съезду Советов. В период между съездами верховная власть принадлежит Азербайджанскому Центральному Исполнительному Комитету.
АзЦИК является высшим законодательным, распорядительным и контролирующим органом Азербайджанской ССР.
Учреждается Совет Народных Комиссаров и Народные комиссариаты по отдельным отраслям управления.

Совет Народных Комиссаров образуется АзЦИК.
АзЦИК вправе отменить или приостановить любое постановление или решение Совета Народных Комиссаров.
Образуется 17 Народных Комиссариатов: Иностранных дел, военных и морских дел, внутренних дел, юстиции, труда, социального обеспечения, просвещения, почт и телеграфа, финансов, путей сообщения, земледелия, внешней торговли, продовольствия, Совет Народного Хозяйства, здравоохранения, Рабоче-Крестьянская инспекция, нефтяной.
Местные исполнительные органы состоят из Съездов советов, Исполнительных комитетов, Советов Рабочих, Крестьянских, Красноармейских (Аскерских) и Матросских Депутатов.
Съезды советов делятся на уездные и участковые. Уездные и участковые Съезды советов состоят из представителей Сельских советов, Городских советов.
Образуется Исполнительный комитет - исполнительный орган Съезда Советов.
Образуются Бакинский Исполнительный комитет, уездные, участковые, сельские  исполнительные комитеты. Каждый Исполнительный комитет подчинён вышестоящему Исполнительному комитету, Совету Народных Комиссаров, АзЦИКу.
Образуются городские и сельские Советы Рабочих, Крестьянских, Красноармейских (Аскерских) и Матросских Депутатов.

### Правовое положение граждан
Церковь отделена от государства. Школа отделена от церкви. Признаётся свобода религиозной и антирелигиозной пропаганды.
Труд обязателен. Установлен принцип «Не трудящийся да не ест!».
Введено понятие азербайджанского гражданства. Права иностранцев приравнены к правам граждан.
Установлена всеобщая воинская повинность.
Право избирать и быть избранным предоставляется с 18 лет.